# Sladke sanje
Sladke sanje és una pel·lícula dramàtica eslovena del 2001 dirigida per Sašo Podgoršek amb guió de Miha Mazzini. La història està ambientada als anys 70 a la Iugoslàvia sobre Egon, de tretze anys, que vol un gramòfon. La pel·lícula va guanyar el premi de la Federació Internacional de Crítics de Cinema (FIPRESCI) al Festival Internacional de Cinema de Festroia 2002, la Palmera d'Or a la XXII edició de la Mostra de Valènciai vesno a la millor pel·lícula eslovena al Festival de Cinema Eslovè.
L'any 2000, la pel·lícula es va rodar en 57 dies a Ljubljana, Idrija i Spodnja Idrija, aproximadament la meitat dels quals va ser a Idrija.
Basant-se en el seu guió cinematogràfic, Miha Mazzini va escriure la novel·la Kralj ropotajočih duhov, que va ser publicada el 2001 per Študentska založba.

## Repartiment
- Janko Mandič com a Egon Vittori
- Veronika Drolc com a mare
- Iva Babič com a cosina
- Gregor Baković com el romà hippie
- Neda Bric com a membre de la Creu Roja
- Nataša Burger com a mare de Tonet
- Jože Horvat com el marit de la meva tia
- Davor Janjić com a venedor de discos
- Olga Kacjan com a vídua de Vinko
- Magdalena Kropiunig com una bellesa
- Barbara Levstik com a professora d'eslovena
- Miha Mazzini com a amiga de Vinko
- Milena Muhič com a venedora d'entrades
- Josef Nadj com a oncle Vinko
- Radko Polič com a advocat